# Багдасаров, Михаил Иванович
Михаи́л Ива́нович Багдаса́ров (арм. Միխայիլ Բաղդասարով, 30 июля 1959, Баку, Азербайджанская ССР, СССР — 21 августа 2020) — армянский предприниматель и общественный деятель. Академик РАЕН (2002). Владелец футбольного клуба «Мика»

## Биография
- 1976—1981 — Ленинградское высшее политическое училище МВД СССР.
- 1992—1997 — Московский государственный университет экономики, статистики и информатики.
- 1981—1992 — служил в Коми АССР во внутренних войсках, а затем в звании подполковника уволился из органов МВД.
- С 1994 — основал компанию «Mika Limited» (Великобритания) основной деятельностью которой являлась торговля нефтепродуктами и хлопком в странах СНГ, Прибалтики, в Италии, Великобритании, Швейцарии.
- С 1997 — компания осуществляет деятельность по обеспечению поставок нефтепродуктов в Республику Армения.
- С 2001 — создана ЗАО «Mika Limited» (г. Раздан), ГЗАО «Гадрутский винный завод» (Гадрут, Нагорный Карабах), ювелирное производство на ЗАО «Мика-Карабах» (г. Степанакерт[1] (Ханкенди[2])). Аффилированная компания ООО «Мика Армения Трейдинг» приобрела 50 процентное участие в капитале ООО Авиакомпания — «Армавиа», а также 50 процентов акций ЗАО «Армсбербанк».

Скончался 21 августа 2020 г. от инсульта мозга.

## Награды
Награждён орденом «За службу Родине III степени», орденом Армянской апостольской церкви, медалями РФ, Армении и НКР.